# Barossus
Barossus is een kevergeslacht uit de familie van de boktorren (Cerambycidae). De wetenschappelijke naam van het geslacht werd voor het eerst geldig gepubliceerd in 1893 door Fairmaire.

## Soorten
Barossus omvat de volgende soorten:
- Barossus cineraceus Fairmaire, 1893
- Barossus kauppi (Adlbauer, 2001)